# Marith Hesse
Marith Sofie Hesse, född 10 januari 1970 i Sävedalen, Göteborgs och Bohus län, är en svensk moderat politiker. Sedan 1 januari 2019 är hon kommunalråd och kommunstyrelsens ordförande i Partille kommun. Mellan åren 2011 till 2018 var hon ersättare i regionstyrelsen i Västra Götalandsregionen. Hon är sedan 2019 ledamot av styrelsen för Sveriges kommuner och regioner, SKR. 2023 blev hon vald till ledamot av Moderaternas partistyrelse.
Utanför politiken har Hesse arbetat som besiktningsingenjör inom raffinaderibranschen.